# Địa vật lý hố khoan
Địa vật lý hố khoan còn gọi là địa vật lý lỗ khoan, địa vật lý giếng khoan (tiếng Anh: Borehole Logging hay Well Logging), là một lĩnh vực của Địa vật lý thăm dò, thực hiện các quan sát đo đạc địa vật lý trong hố khoan, từ đó phân tích, giải đoán tài liệu để phân chia đất đá trong không gian quanh hố khoan theo thành phần, tính chất, trạng thái, và xác định các tham số vật lý của chúng.
Kết quả phân tích được liên kết với cột địa tầng hố khoan và biểu diễn báo cáo ở dạng Biểu đồ địa vật lý hố khoan, còn gọi là Băng ghi địa vật lý hố khoan.
Địa vật lý hố khoan được dùng trong khảo sát địa chất tổng quát, trong tìm kiếm dầu khí, khoáng sản, nước ngầm, nước khoáng, địa nhiệt, địa chất công trình, địa chất môi trường - tai biến tự nhiên.
Tại Việt Nam nhiều người gọi nó là "ca-rô-ta", là cách gọi theo tiếng Nga Каротаж khi kỹ thuật địa chất từ Liên Xô (cũ) nhập vào miền bắc Việt Nam hồi những năm 1957-1965. Đây vốn là thuật ngữ có gốc là tiếng Pháp Carottage. Hiện nay tại Nga thiên về dùng thuật ngữ Геофизические исследования скважин, và tại Pháp thì dùng Diagraphie để chỉ Địa vật lý hố khoan.

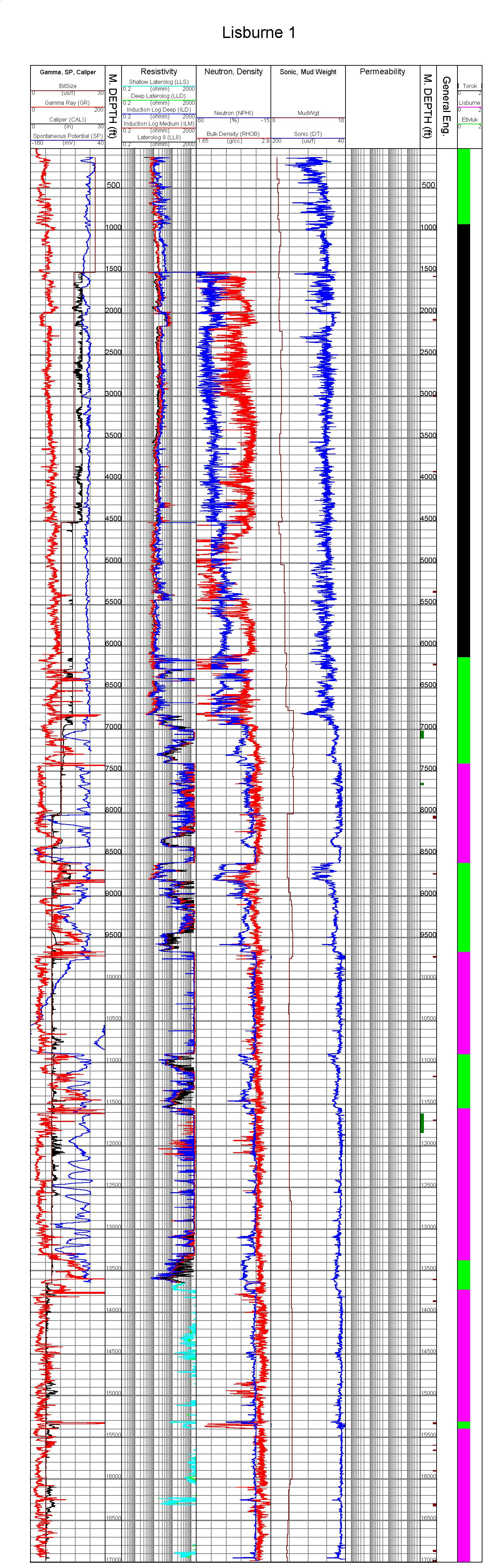
Băng ghi tập hợp địa vật lý hố khoan Lisburn 1, do Husky Oil khoan tại Alaska Petroleum Reserve, 1980

## Lịch sử
Conrad và Marcel Schlumberger, người sáng lập Schlumberger Ltd vào năm 1926, được coi là phát minh của địa vật lý điện hố khoan. Vào ngày 05/09/1927 một thành viên đội thăm dò đã thả các điện cực xuống hố khoan ở Pechelbronn, Alsace, Pháp, thu được kết quả địa vật lý hố khoan (logging) đầu tiên.

## Máy móc thiết bị

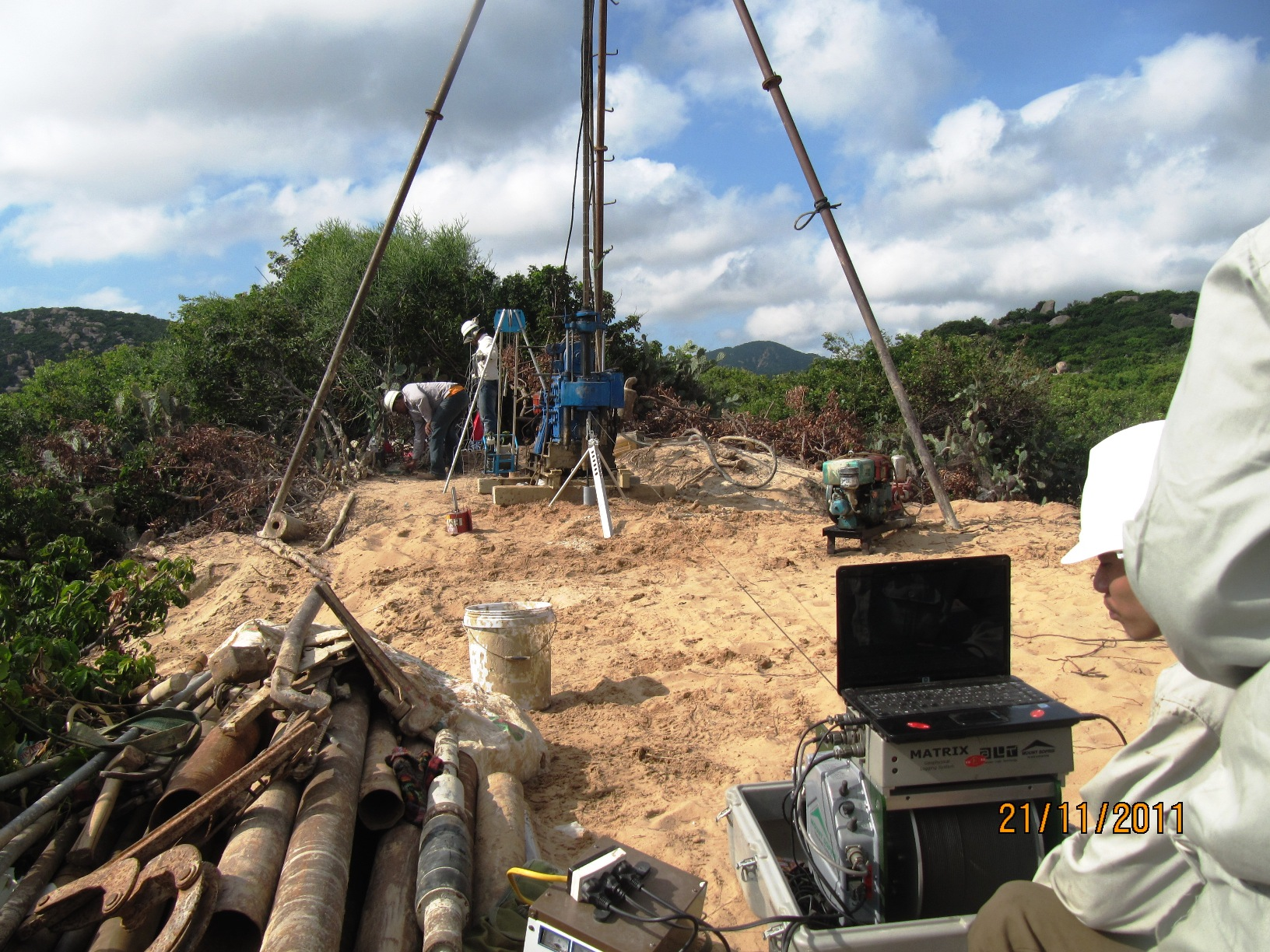
Đo địa vật lý hố khoan bằng bộ máy Matrix Borehole Logging Systems tại Vĩnh Hải, Ninh Thuận, Việt Nam.

Các thiết bị địa vật lý hố khoan có 3 thành phần chính:
- Đầu đo (Probe) trong hố khoan, nơi thực thi các đo đạc theo cơ sở lý thuyết của từng phương pháp nhưng được thu gọn trong ống đo để hoạt động được ở lỗ có đường kính nhỏ nhất cỡ 50 mm (2 inch) và chịu áp suất cao.
- Hệ tời và cáp bọc sợi thép, để nối đầu đo, cấp nguồn điện và truyền tín hiệu. Tời có gắn cảm biến độ sâu loại đo hướng và dộ dài cáp kéo qua, để xác định độ sâu của đầu đo.
- Khối điều khiển và ghi tài liệu, thực hiện điều khiển kéo cáp, cấp nguồn điện cho đầu đo, gửi các lệnh tới đầu đo nếu cần, thu nhận tín hiệu do đầu đo gửi lên và ghi vào băng ghi hoặc cơ sở dữ liệu.

Yêu cầu chịu áp suất của đầu đo được đặc trưng bằng độ sâu làm việc lớn nhất, và dẫn đến ngày nay có các hệ thống đo ≤150 m (ít dùng), ≤500 m, ≤1000 m, ≤1500 m và ≥1500 m.
Trong thời gian dài từ lúc ra đời đến những năm 1970 (tại Việt Nam thì đến 1995), các đầu đo thực hiện đo tín hiệu tương tự, truyền tín hiệu bằng cáp nhiều ruột, dẫn lên máy ghi bút mực trên băng giấy. Số đường ghi đồng thời lúc đầu là 2, sau tăng lên 4. Thiết bị thì rất cồng kềnh, còn việc đo đạc tốn nhiều thời gian, đặc biệt là phải đo lại khi số liệu tràn thang hoặc quá nhỏ.
Tiếp theo là thời kỳ mã hóa tín hiệu thành xung tần số (Biến đổi A-F) truyền lên bằng cáp đồng trục với 4 kênh đo, phân biệt nhau bằng cực tính và biên độ, và có điều phối tránh mất xung. Khối điều khiển trên mặt đất thực hiện tách xung, đếm tần số xung, lưu trữ trên băng cassette số, và ghi băng ghi giấy kiểm tra. Tài liệu bắt đầu được phân tích bằng phần mềm trên máy tính lớn. Đây là bước chuyển đổi mang tính cách mạng, giảm trọng lượng thiết bị xuống mức có thể mang vác, và đã tránh được việc đo lại do lỗi chọn thang đo.
Từ cuối những năm 1980 các đầu đo (Sensor) được modul hóa, thực hiện số hóa tại chỗ và chuyển tới khối giao tiếp, từ đó truyền lên bằng cáp đồng trục theo giao thức số, qua khối điều khiển tới máy tính, lúc đầu là máy chuyên dụng và nay là laptop. Một lần đo có thể ghép nhiều modul, thực hiện hàng chục kênh đo nếu ghép được về nguyên lý đo, còn người đo máy có thể chỉ cần đo một lần cho nhóm phương pháp đó. Ví dụ Matrix Borehole Logging Systems, sản phẩm liên kết của Advanced Logic Technology (Luxembourg) và Mount Sopris Instruments Co. (Mỹ). Tài liệu được phân tích bằng phần mềm chạy trên PC như WellCAD.
Đồng thời, kỹ thuật Đo đạc trong khi khoan (Logging while drilling - LWD) được phát triển trong thăm dò dầu khí, sử dụng các công cụ và thiết bị đo đạc gắn vào đầu khoan (Bottom hole assembly - BHA), với hai dạng: 
- Truyền số liệu lên trong khi khoan bằng dây, hoặc bằng sóng áp suất trong dung dịch khoan, thường với lưu tốc 10 bits/sec.
- Lưu số liệu trong bộ nhớ ở đầu đo và lấy ra khi kéo lên, và được gọi là Memory log.

## Các phương pháp
Các phương pháp đo được thực thi ở đầu đo. Cùng với phương pháp truyền thống, thì những phương pháp mới đang được nghiên cứu phát triển. Các trang web giới thiệu về các phương tiện điển hình cho thăm dò khoáng sản có Downhole Probes của hãng Mount Sopris Instruments hay Robertson Geologging Ltd, và cho thăm dò dầu khí có Schlumberger, Surface and Downhole Logging Lưu trữ ngày 29 tháng 11 năm 2020 tại Wayback Machine.

### Các phương pháp điện

#### Đo điện trở suất
Đo điện trở suất hố khoan (Resistivity log) thực hiện theo cơ sở lý thuyết của Thăm dò Điện trở, bố trí hệ điện cực trong đầu đo ở hố khoan, nhằm thu được thông tin điện trở suất của đất đá. Nó là một trong các phép đo chủ chốt có mặt trong hầu hết các chuyến đo địa vật lý hố khoan, góp phần khẳng định hay hiệu đính cột địa tầng hố khoan.
Vì khi khoan, đất đá quanh thành hố khoan bị nứt vỡ với mức độ khác nhau. Sau đó sự xâm nhập của nước làm điện trở suất giảm tùy theo mức nứt vỡ quanh hố khoan. Để xác định điện trở suất của đới đất đá nguyên dạng, cũng như bán kính các đới nứt vỡ quanh hố khoan, thì dùng Đầu đo điện đa điểm với các phân bố cực đo 8-16-32-64 inch. Ví dụ đầu đo "QL40-ELOG 8-16-32-64” normal resistivity probe" cho ra số liệu SP và 4 số liệu điện trở suất của 4 khoảng thu phát 8-16-32-64".
Đo điện trở suất và phân cực kích thích thực hiện với hệ đo 3 cực, lưỡng cực MN ở dưới, các cực A ở trên, còn cực B ở trên mặt đất, đặt ở nơi tiếp đất tốt và cách xa miệng hố khoan cỡ trên chục mét. Mặt khác để thuận tiện cho đo đạc, người ta tráo đổi cực thu ↔ phát và dùng dòng đảo chiều có kỳ nghỉ, phát vào lưỡng cực MN và quan sát thế ở các cực A1, A2,... so với cực B. Nó đảm bảo điều kiện tiếp địa ở cực phát dòng thực tế không bị thăng giáng, và cho phép đo đồng thời các điện thế điện trở, cũng như tách được điện thế thiên nhiên SP. Khi có nhiều "cực A" thì điện thế SP chỉ lấy ở 1 điện cực, và trong lý lịch đầu đo sẽ chỉ rõ vị trí "điểm đo" SP, và độ dịch so với điểm đo của điện trở suất là vị trí giữa của các cực MN.

#### Đo ảnh điện
Đo ảnh điện trở suất hố khoan (Resistivity Imaging) thực hiện theo phương pháp Mặt cắt ảnh điện (Resistivity/Chargeability Imaging) trong Thăm dò Điện trở, với cáp đo đa cực chế riêng cho hố khoan. Giãn cách điện cực cỡ 0,2 – 2 m. Đo ghi thực hiện bằng máy đo điện đa cực mặt đất. Kết quả giải ra phân bố điện trở suất tỏa tròn quanh hố khoan với bán kính tương tự "độ sâu khảo sát" của hệ cực đã chọn, và không phân biệt được hướng tồn tại dị thường. Nó được ứng dụng cho hố khoan không quá sâu trong tìm kiếm khoáng sản, địa chất thủy văn, địa chất công trình.

#### Đo điện trở dung dịch
Đo điện trở dung dịch hố khoan (Fluid Resistivity log) thực hiện theo cơ sở lý thuyết của Thăm dò Điện trở, với hệ vi điện cực bố trí trong đầu đo ở hố khoan, nhằm thu được thông tin điện trở suất của dung dịch khoan, từ đó đánh giá tình trạng thủy văn của đất đá quanh hố khoan. Nó được ứng dụng cho hố khoan không quá sâu trong tìm kiếm nước ngầm, địa chất thủy văn, địa chất công trình.

#### Đo điện phân cực kích thích
Đo điện phân cực kích thích hố khoan (Induced polarization log) thực hiện theo cơ sở lý thuyết của Thăm dò điện phân cực kích thích, bố trí hệ điện cực trong đầu đo ở hố khoan, nhằm thu được thông tin độ nạp (Chargeability) của đất đá. Kết quả được dùng cho đánh giá bản chất và mức độ triển vọng của đối tượng tìm kiếm các tầng đất đá quan tâm. Nó được ứng dụng cho hố khoan không quá sâu trong tìm kiếm khoáng sản có tính oxy hóa cao như pyrit, graphit, galena, bornit, magnetit, đồng chì kẽm,..., trong tìm kiếm nước ngầm, địa chất thủy văn, địa chất công trình. Ví dụ đầu đo QL40-IP Induced Polarization. Đầu này đo đồng thời điện trở suất theo phân bố cực 8-16-32-64", độ nạp tại cực 16" và 64" với 10 cửa sổ, điện trường thiên nhiên (SP) và trở tiếp địa (SPR) tại cực phát A.

#### Đo điện trường thiên nhiên
Đo điện trường thiên nhiên hố khoan (Spontaneous potential log) thực hiện theo cơ sở lý thuyết của Thăm dò điện trường thiên nhiên, đo điện thế giữa điện cực M ở đầu đo và điện cực N trên mặt đất. Các điện cực làm bằng vòng chì. Trong thực tế ở nhiều bộ máy nó được đo đồng thời với đo điện trở suất. Các dị thường SP liên quan đến quặng có tính oxy hóa, hoặc nước ngầm thấm lọc.

#### Đo cảm ứng điện từ
Đo cảm ứng điện từ hố khoan (Induction log) thực hiện theo cơ sở của Phương pháp điện từ, phát trường điện từ vào đất đá và thu nhận cảm ứng ở các khoảng cách thu khác nhau. Kết quả thu được là độ dẫn điện tính ra mS/m, đặc trưng cho đới quanh thành hố khoan ở bán kính tùy theo tần số làm việc và khoảng cách phát-thu. Ví dụ đầu đo QL40-IND Dual Induction Probe, dùng tần 100 KHz, đo ở hai khoảng cách 50 và 80 cm.

### Các phương pháp phóng xạ

#### Đo gamma tự nhiên
Đo gamma tự nhiên hố khoan (Gamma ray log) thực hiện theo cơ sở lý thuyết của Thăm dò phóng xạ, đo cường độ bức xạ gamma trong dải năng lượng 0,4 - 2,8 MeV nhằm phát hiện và đánh giá mức độ chứa nguyên tố phóng xạ của đất đá. Ngoài các vùng mỏ phóng xạ urani và thori, thì kali là thành phần của rất nhiều khoáng vật như biotit, mica, muscovit, các khoáng vật sét,... và là nguồn tia gamma tự nhiên phổ biến. Vì thế đo gamma tự nhiên là một trong các phép đo chủ chốt, phục vụ cho phân chia đất đá theo thành phần và địa tầng trong các khảo sát địa chất. Ví dụ đầu đo QL40-GR – Natural Gamma.

#### Đo phổ gamma tự nhiên
Đo phổ gamma tự nhiên hố khoan (Gamma ray spectrometry log) thực hiện theo cơ sở lý thuyết của Thăm dò phóng xạ, đo tại hố khoan ở vùng mỏ để đánh giá mức độ chứa kali ở mỏ Kali, hoặc urani hay thori ở mỏ chất phóng xạ. Vì tốc độ đo rất chậm nên có thể chỉ đo tại đoạn quan tâm trong hố khoan. Đầu đo phân tích phổ gamma bố trí các cửa sổ phổ:
- Kali: đỉnh năng lượng đặc trưng 1,46 MeV của K40, cửa sổ 1,37 - 1,57 MeV.
- Urani: đỉnh năng lượng đặc trưng 1,76 MeV của Bi214, cửa sổ 1.66 - 1.86 MeV.
- Thori: đỉnh năng lượng đặc trưng 2,62 MeV của Tl208, cửa sổ 2,4 - 2,8 MeV.
- Kênh đo tổng: 0,4 - 2,8 MeV.

Kết quả hiển thị ở dạng xung đếm được cũng như trị số hàm lượng quy ước. Ví dụ đầu đo QL40-SGR Spectral Gamma.
Để kết quả thu được chính xác, hệ thống đo phải được định kỳ kiểm chuẩn hệ số hàm lượng. Tại Việt Nam có bố trí Trạm kiểm chuẩn ở xã Tân Vinh, huyện Lương Sơn, tỉnh Hòa Bình.

#### Đo mật độ
Đo mật độ hố khoan còn gọi là đo gamma-gamma (Density log) thực hiện theo cơ sở lý thuyết của Thăm dò phóng xạ, dùng nguồn tia gamma thường là Cesium Cs137 chiếu vào đất đá. Các tia gamma thứ cấp phát sinh theo Tán xạ Compton (Compton scattering) và Hiệu ứng quang điện (Photoelectric effect) trên các nguyên tử môi trường. Các đất đá có mật độ cao thì phát sinh tia gamma thứ cấp nhiều hơn. Đo gamma ở các khoảng cách gần nguồn và xa nguồn, sẽ xác định được mức độ kích thích này, từ đó tính ra mật độ. Máy sử dụng các khối mẫu phân cỡ để thực hiện thủ tục phân cỡ (Calibration), từ đó xác định hệ số phân cỡ dùng cho tính và hiện kết quả trực tiếp mật độ đất đá quanh hố khoan ra g/cm³.
Độ chính xác đo mật độ phụ thuộc cường độ nguồn chiếu. Các nguồn dưới 20 mCurie cho kết quả định tính, nguồn từ 100 mCurie trở lên cho kết quả định lượng cao. Ví dụ đầu đo QL40-DEN Compensated Dual Density – Caliper.

#### Đo neutron-gamma
Đo độ rỗng neutron hố khoan (Neutron porosity log) dùng nguồn neutron chiếu vào đất đá, rồi đo ở các khoảng cách đến nguồn khác nhau của tia gamma, neutron nhiệt tán xạ hay neutron năng lượng cao tán xạ.
Sự tán xạ nhạy với lượng hydro trong đất đá, và nó gắn với dầu khí hay nước, mà lượng này gắn liền với độ rỗng. Dị thường giả có thể có ở nơi có nhiều sét vốn không rỗng nhưng bắt giữ nước cao (Xem thêm: Formation evaluation neutron porosity). Đầu dò thường đặt cách nguồn từ 30 cm (12") đến 40 cm (16"). Nếu có hai đầu dò thì cái thứ hai nằm ở khoảng 60 cm (24") để thu mức phông.
Ví dụ đầu đo QL40-NEU – Neutron Thermal Neutron, dùng nguồn neutron loại Am241Be cường độ 1 đến 3 Curie, khoảng cách đầu dò 35 cm.

### Các phương pháp từ trường

#### Đo độ từ cảm
Đo độ từ cảm hố khoan (Magnetic Susceptibility log) được thực hiện bằng cách phát trường điện từ xoay chiều cỡ KHz vào đất đá và đo tín hiệu cảm ứng, từ đó tính ra độ từ cảm biểu kiến. Dải đo của đầu đo thường là 10−5 đến 10−1 cgs. Phương pháp được dùng cho phân chia địa tầng, đặc biệt là đới chứa quặng nhiễm từ. Ví dụ đầu đo Bartington BSS-02B Borehole Magnetic Susceptibility Sonde.

### Các phương pháp âm học

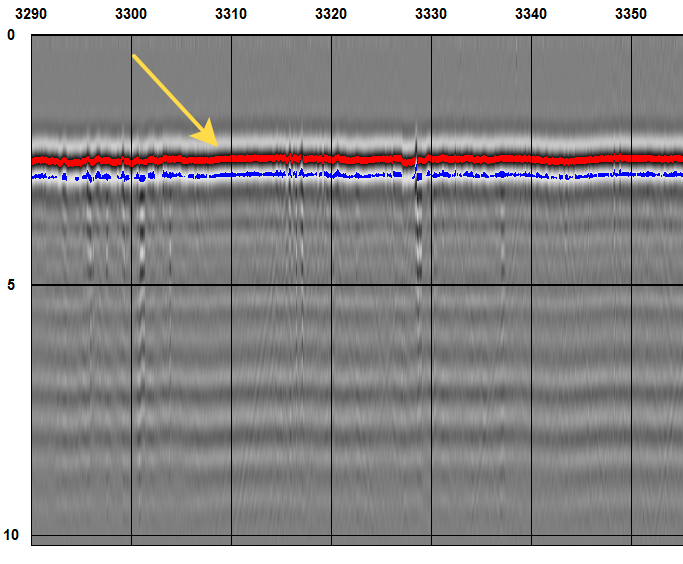
Kết quả đo âm thanh hố khoan thông thường (Sonic log)

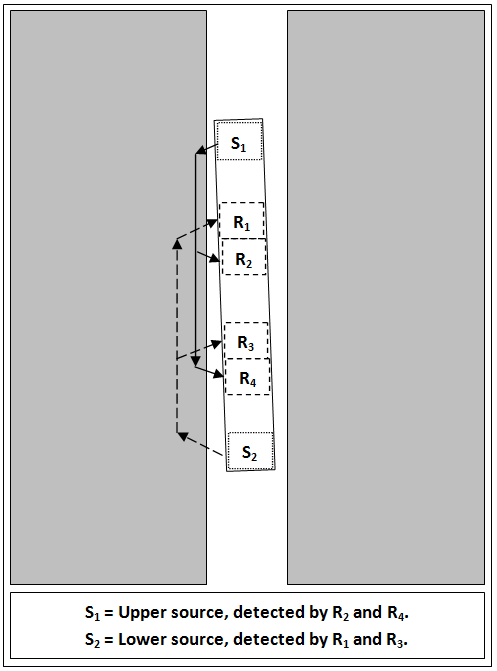
Đầu đo âm thanh hố khoan 2 kênh, nhưng có 2 nhóm phát thu đối nhau

#### Đo âm thanh (Sonic log)
Đo âm thanh hố khoan (Sonic log) thực hiện phát sóng âm vào thành hố khoan, và thu nhận sóng ở các khoảng cách nhất định. Các đầu thu phát (probe) được chế tùy theo yêu cầu và mức độ chi tiết nghiên cứu cần đạt được, và thường được các hãng chế tạo thành probe thương phẩm. Phần lớn các đo đạc thực hiện xác định sóng đến đầu tiên, tức sóng dọc P. Từ thời gian truyền sóng xác định ra tốc độ truyền sóng V, là đại lượng có quan hệ trực tiếp với độ rỗng đất đá. Nó phục vụ nghiên cứu địa tầng, đánh giá mức độ chứa dầu khí, và xác định tham số đàn hồi trong địa chất công trình,...
Hệ thu phát thường có ít nhất 2 điểm thu đặt ở các khoảng cách khác nhau. Có các biến thể chính:
- Loại xác định ra thời gian truyền sóng dọc là chính, thì thường dùng siêu âm, đầu thu và phát bằng gốm áp điện, trong đó đầu thu thường gọi là đầu thu sóng địa chấn trong nước (hydrophone).
- Thu toàn sóng (Full Waveform) tại nhiều điểm, từ đó cho ra hình ảnh hồi âm quanh hố khoan. Ví dụ đầu đo QL40-FWS – Full Waveform Sonic [13], thu sóng 4 kênh.
- Dùng nguồn phát sóng ngang, và thu sóng dọc P bằng hydrophone, thu sóng ngang S bằng đầu thu sóng địa chấn cơ điện, để tính ra tốc độ truyền sóng tương ứng, từ đó xác định tham số đàn hồi phục vụ khảo sát địa chất công trình.

#### Suspension PS Logging
Suspension PS Logging hay PS Log là một hệ thống đo thí nghiệm địa chấn trong hố khoan sâu trên 50m, nơi phép đo với nguồn trên mặt đất khó với tới được. Nó được các nhà nghiên cứu của OYO Corporation (Nhật Bản) phát triển vào giữa những năm 1970.
Đầu đo gồm có nguồn phát sóng và các đầu thu lắp theo giãn cách cỡ 1m, tổng bề dài 6-7m, nối lên mặt đất bằng cáp nhiều ruột. Khoảng nối các phần tử trên làm bằng vật liệu cách âm (Filter tubes) để ngăn sóng truyền trực tiếp theo đầu đo. Nó không có càng ép thành hố khoan, nên chỉ làm việc ở đoạn có dung dịch khoan.
Nguồn phát sóng là một búa điện (Solenoid hammer) phát xung có băng tần 100–1000 Hz, đặt ở dưới cùng. Khi sóng này gặp thành hố khoan sẽ phát sinh trao đổi sóng, cho ra sóng dọc P và sóng ngang SH, lan trong đất đá và khúc xạ về các đầu thu.
Kết quả ghi tại mỗi điểm độ sâu là băng ghi, được vạch sóng xác định thời gian truyền tp, ts. Tốc độ truyền sóng được tính cho hai điểm thu cạnh nhau, và tùy theo offset sẽ phản ánh cho đới xa gần quanh thành hố khoan.

### Các phương pháp khác
Gồm những dạng đo có thể không có nội dung vật lý, nhưng được thực hiện bởi khối điều khiển và tời cáp của hệ thống đo địa vật lý hố khoan.

#### Đo đường kính
Đo đường kính hố khoan (Caliper log) bằng đầu đo Caliper, thường có dạng 3 cần chìa ra ba hướng với góc 120°. Đầu đo khép cần được thả xuống đáy hố khoan, sau đó mở cần rồi đo trong hành trình kéo lên.
Nó phát hiện các đoạn lở thành do đất yếu, do dung dịch khoan không phù hợp. Ví dụ QL40-CAL 3-Arm Caliper dùng cho hố khoan đường kính 50 – 736 mm (2" - 29").

#### Đo độ lệch
Đo độ lệch hố khoan (Deviation log) nhằm xác định độ nghiêng (Inclination) và phương vị (Azimuth) thực tế của từng đoạn hố khoan. Nó phục vụ giám sát các hố khoan nghiêng, hoặc để hiệu chỉnh độ sâu cho hố khoan thẳng đứng nhưng thi công bị lệch.
Các máy thế hệ mới dùng máy đo từ fluxgate ba thành phần để xác định phương vị, và gia tốc kế (accelerometer) ba thành phần để xác định độ nghiêng, cho ra số đo liên tục, được số hóa và truyền lên mặt đất. Ví dụ đầu đo Mount Sopris QL40-DEV Borehole Deviation.

### Đo nhiệt độ
Đo nhiệt độ hố khoan (Temperature log) nhằm xác định tình trạng nhiệt trong hố khoan. Tại các hố khoan địa chất thủy văn (tìm kiếm hoặc quan trắc nước ngầm) thì nhiệt độ liên quan đến dòng chảy và thấm lọc nước. Ví dụ đầu đo QL40-FTC – Fluid Temperature + Conductivity Probe.

#### Chụp ảnh thành hố khoan
Chụp ảnh thành hố khoan (Borehole Wall Imaging hay Borehole image logs) thực hiện chụp ảnh dọc thành hố khoan và cho ra ảnh trực quan về thành phần và trạng thái đất đá ở thành hố khoan.
Chụp ảnh thực hiện trong hố khoan khô hoặc nước trong không chống. Hệ thống quan sát như đầu chụp ảnh QL40-OBI-2G Optical Televiewer  gồm có camera dạng vành tròn (360°), lăng kính và đèn chiếu LED để thu nhận ảnh. Đầu đo còn có đầu dò độ lệch (Deviation) bằng máy từ fluxgate để định hướng, đảm bảo quét được ảnh liên tục và có số liệu phương vị rõ ràng. Nó cung cấp cả số liệu độ nghiêng và phương vị thực tế của từng đoạn.

#### Lấy mẫu thành hố khoan
Lấy mẫu thành hố khoan dùng ống chứa dãy các đầu đạn có đầu rỗng và dây giữ, đặt trong ô chứa thuốc súng và kíp điện nhỏ, thả xuống độ sâu quan tâm rồi điểm hỏa. Đầu đạn cắm vào thành hố khoan, thu giữ cỡ 1 cm³ đất đá. Nếu đá cứng thì đầu đạn bị "bẹp đầu". Nó được thực hiện nơi khoan bị thiếu mẫu, hoặc có sự thiếu tương hợp giữa địa tầng khoan và kết quả đo địa vật lý hố khoan. Việc lấy mẫu phải quyết định ngay trước khi rời hiện trường. Ngày nay ít dùng vì các phương pháp khác đủ thông tin để thay thế.

## Xử lý phân tích
Xử lý phân tích là chủ đề rộng như số phương cách đo đạc được áp dụng vào hố khoan. Ngày nay hỗ trợ phân tích được tích hợp trong phần mềm phân tích, như WellCAD, hiện có version 5.2 (năm 2017), nên công đoạn này được thực hiện nhanh chóng.

### Hiệu đính độ sâu
Khi đo hố khoan, số liệu thô (Raw Data) được ghi trong Cơ sở dữ liệu theo độ sâu quy ước. Đó là giá trị được tính theo cảm biến độ sâu cho điểm tính độ sâu quy ước, trong khi ở dãy các đầu đo lắp nối tiếp nhau, thì vị trí điểm đo vật lý đã ở cách đó vài mét. Điểm tính độ sâu quy ước tùy thuộc người đo chọn, chẳng hạn chọn là đầu nối cáp khi nó nằm ở miệng hố thì có độ sâu =0.
Hiệu đính độ sâu chỉnh cho số liệu vật lý cụ thể về vị trí đặc trưng của nó, dựa theo độ dịch vị trí của điểm đo với điểm tính độ sâu quy ước trên dãy đầu đo.

### Xác định ranh giới vật lý-địa chất
Xác định ranh giới vật lý-địa chất bằng các điểm đặc trưng tại vị trí có giá trị thay đổi mạnh. Nếu ranh giới theo các quan sát khác nhau bị lệch nhau thì phải tìm nguyên nhân. Trong thực tế thì có thể xảy ra địa vật lý, hoặc riêng phép đo nào đó, bị sai do lỗi thi công nào đó.

### Các phân tích định lượng
Các phân tích định lượng thì theo quy trình của phương pháp cụ thể. Chẳng hạn kết quả đo phổ gamma chi tiết được dùng cho tính hàm lượng nguyên tố trong mỏ.

### Biểu diễn kết quả
Kết quả của tất cả các phép đo, cùng với cột địa tầng hố khoan đã hiệu chỉnh theo địa vật lý, được biểu diễn thành Băng ghi địa vật lý hố khoan.